# لئون کیرشنر
لئون کیرشنر (انگلیسی: Leon Kirchner; ۲۴ ژانویهٔ ۱۹۱۹ – ۱۷ سپتامبر ۲۰۰۹) آهنگساز اهل ایالات متحده آمریکا بود. او عضو آکادمی هنر آمریکا و آکادمی علمی بود و بخاطر ساخت قطعه موسیقی برای سازهای زهی معروف به شماره ۳، جایزه پولیتزر را برد.
وی همچنین برندهٔ جوایزی همچون کمک‌هزینه گوگنهایم شده‌است.

## زندگی
کیرشنر در بروکلین به دنیا آمد، در چهار سالگی آموزش موسیقی را شروع کرد. خانواده او به لس آنجلس نقل مکان کرد.
در حالیکه یک دانشجوی لس آنجلس بود، شروع به تنظیم آهنگ کرد. با تشویق معلم پیانو ارنست توخ، وارد دانشگاه کالیفرنیا شد تا با آرنولد شونبرگ ادامه تحصیلات خود را تکمیل کند.
در سال ۱۹۴۲ برنده جایزه George Ladd Prix de پاریس شد.
با شروع جنگ جهانی دوم به نیویورک رفت. در پایان جنگ جهانی به برکلین برگشت.
کیرشنر در دانشگاه بوفالو به درجه پروفسور رسید و در دانشگاه‌های مختلف آمریکا در این سمت بین سال‌های ۱۹۵۴ تا ۱۹۶۱ به تدریس مشغول شد.
او والتر بیگلو استاد موسیقی نام گذاری شد و تا سال ۱۹۸۹ تدریس کرد.
جایزه سالانه پولیتزر موسیقی را در ۱۹۶۷ برنده شد.
او تحت تأثیر موسیقی شونبرگ بود ولی متد دوازده تن را به کار نگرفت.